# Gecarcinus lateralis
Espèce
Gecarcinus lateralis est une espèce de crustacés décapodes de la famille des Gecarcinidae. Ce petit crabe rouge à la carapace soulignée d’une large tache noire est recherché pour sa chair par les habitants des Antilles.

## Répartition et habitat
On le trouve le long de la côte Atlantique, du Texas au Venezuela, dans l'archipel des Keys (Floride) et dans les îles des Caraïbes.
Surnommé  tourlourou ou touloulou. Aux Antilles françaises, il recherche les terrains secs et boisés où il creuse des galeries dans le sable non loin du rivage. L'entrée de celles-ci est proche des arbres. C'est sur ces orifices que sont placés les pièges à touloulou ou Z’attrap crab ou bwèt à krab.
Gecarcinus lateralis favorise l’aération des sols en participant à la dégradation des débris végétaux dont il se nourrit. Principalement végétarien, il consomme des racines et des fruits et occasionnellement des cadavres d’animaux.

## Reproduction
En période de reproduction, les mâles tapent sur le sol pour attirer les femelles. Après l’accouplement, ces dernières vont en mer pour déposer leurs œufs qui donneront naissance à des larves nageuses.

## Gecarcinus lateralisdans la culture
- Touloulou est un petit crabe qui a le goût pour les aventures dans Les aventures de Touloulou le Bienheureux de Edmond Lapompe-Paironne[2].
- Dans la chanson Loulou Mi Touloulou composé par Al Lirvat, un crabe touloulou tente d'échapper aux hommes dont Loulou[3].
- Un crabe de cette même espèce est représenté sur la pochette de The Fat of the Land du groupe britannique The Prodigy

## Classification
Le nom valide complet (avec auteur) de ce taxon est Gecarcinus lateralis Guérin-Méneville, 1832.
Gecarcinus lateralis a pour synonymes :
- Gecarcinus depressus de Saussure, 1857
- Ocypoda lateralis (Guérin, 1832)